# 克拉斯·默滕斯
克拉斯·默滕斯（德語：Claas Mertens，1992年1月2日—），德国男子赛艇运动员。他曾代表德国参加法国举办的2015年世界赛艇锦标赛，获得男子轻量级八人单桨有舵手金牌。